# La strega volante
La strega volante (The Flying Sorceress) è un film del 1956 diretto da William Hanna e Joseph Barbera. Il film è il novantottesimo cortometraggio della serie Tom & Jerry, distribuito il 27 gennaio del 1956 dalla Metro-Goldwyn-Mayer.

## Trama
Nell'inseguire Jerry, Tom rompe accidentalmente un vaso. Subito arriva Joan che, dopo aver rimproverato il gatto, lo obbliga a ripulire il disastro che ha combinato. Poco dopo quest'ultimo legge un annuncio sul giornale che dice che un'anziana signora cerca un gatto che le faccia da compagnia. A questo punto Tom decide di lasciare la sua casa per andare in quella della donna anziana. Appena giunto scopre con orrore che la casa è tenebrosa e, una volta entrato, scopre che la vecchia signora è in realtà una strega. La fattucchiera porta con sé Tom a fare un giro sulla sua scopa volante, dopodiché dice al gatto che ha ottenuto il suo "lavoro" e se ne va a dormire. Mentre la strega dorme, Tom decide di provare a usare la scopa; una volta capito come utilizzarla, torna con essa nella sua vecchia casa per infastidire Jerry. 
Il gatto ritorna nella dimora della strega, ma lei lo punisce con un incantesimo, e così la scopa fa fare a Tom un massacrante giro per tutta la casa, finché alla fine si mette a saltellare con il gatto aggrappato sopra. Poco dopo però si scopre che è stato tutto un sogno di Tom, infatti quest'ultimo viene mostrato dormire seduto sulla poltrona aggrappato alla scopa normale mentre Joan lo scuote per svegliarlo. Subito il gatto si sveglia e puntualmente la donna gli dice di finire di pulire il disastro combinato. Tom guardando la scopa decide di provare a cavalcarla per gioco ricordandosi del sogno e, una volta datole due colpetti con il piede, incredibilmente la scopa si attiva e si mette a volare. Il gatto sfreccia così con la scopa fuori di casa, con Jerry e Joan che corrono fuori a vedere la scena.

## Edizione italiana
Franco Latini, oltre a prestare la voce a Tom mentre legge il giornale, presta la voce anche alla strega. Mirella Pace invece presta la voce a Joan, la padrona di Tom, la cui battuta finale, mentre vede Tom volare con la scopa, è: «Cosa?! È capace di tutto quel gatto!».